# K-Wagen
K-Wagen (скраћено од Großkampfwagen) је био немачки супертешки тенк. Направљена су била само два прототипа али ниједан није био довршени до краја Првог светског рата.

## Историјат
Јуна 1917. године немачко министарство рата нарђује да се развије нови супертешки тенк чија би основна намена била »продор« у борбама. Пројктанти тенка су били Јозеф Фолмер и капетан Веглер. 28. јуна 1917. министарство рата је одбрило нацрте новог тенка и наручило десет примерака. Првобитно је планирано да тенк тежи 165 тона али је то смањено на 120 тона смањивањем његове дужине. Због његове величине и тежине одлучено је да се подели на два дела да би могао да се транспортује железницом и склапа иза линија фронта.